# Abbaye Notre-Dame de Gondon
L’abbaye Saint-Pierre de Gondon (ou Notre-Dame de Gondon suivant les sources) était une abbaye cistercienne d'hommes située sur la commune de Monbahus, en Lot-et-Garonne.

## Histoire

### Fondation
L'abbaye aurait peut-être été fondée par Géraud de Salles, qui suivant les sources était ermite itinérant ou moine bénédictin. En tout cas, ce qui est avéré, c'est qu'elle est érigée vers 1120 en abbaye cistercienne fille de l'abbaye de Cadouin. Les terres sur lesquelles l'abbaye fut construite auraient été donnée aux moines par les seigneurs de Lauzun,. L'abbaye connut un certain développement, au point qu'elle s'affilia l'abbaye Sainte-Marie de Fontguilhem en 1147

## Architecture et descritption

### Premières destructions
L'abbaye souffrit très tôt des ravages de la guerre au cours des XIIIe et XIVe siècles.

## Filiation et dépendance
Notre-Dame de Gondon est fille de l'abbaye de Cadouin et mère de celle de Fontguilhem.

## Personnalités en liens avec l'abbaye
- Arnaud de Brussac, moine de l'abbaye. Il fut choisi par Guillaume de Balaeto comme vice-recteur de Bénévent, et il obtient du pape Jean XII l'abbaye Sainte-Sophie de Bénévent puis par bulle du 10 janvier 1332 il est nommé  archevêque de Bénévent jusqu'en 1344.